# Sofia (nome)

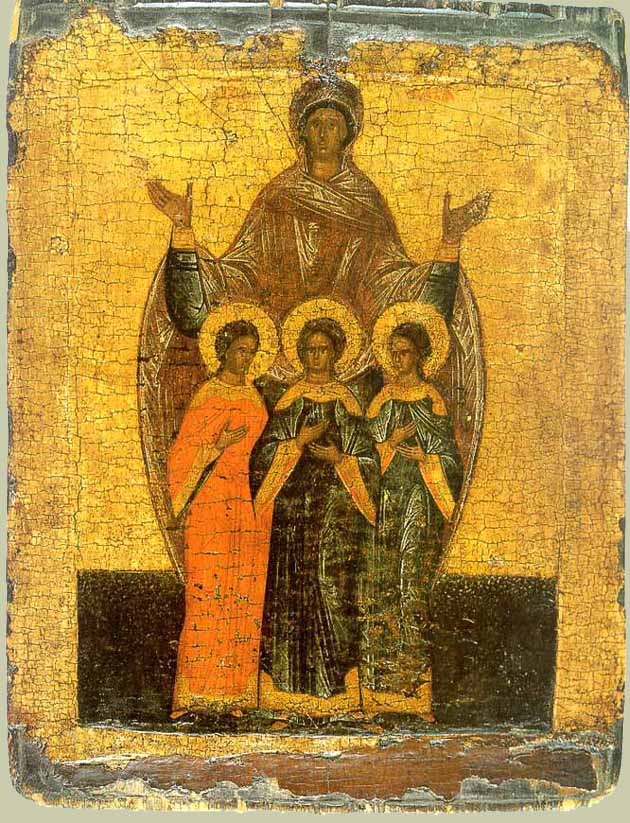
Uma representação de Santa Sofia e Suas Três Filhas, Fé, Esperança e Caridade (ícone da escola Novgorod, século XVI).

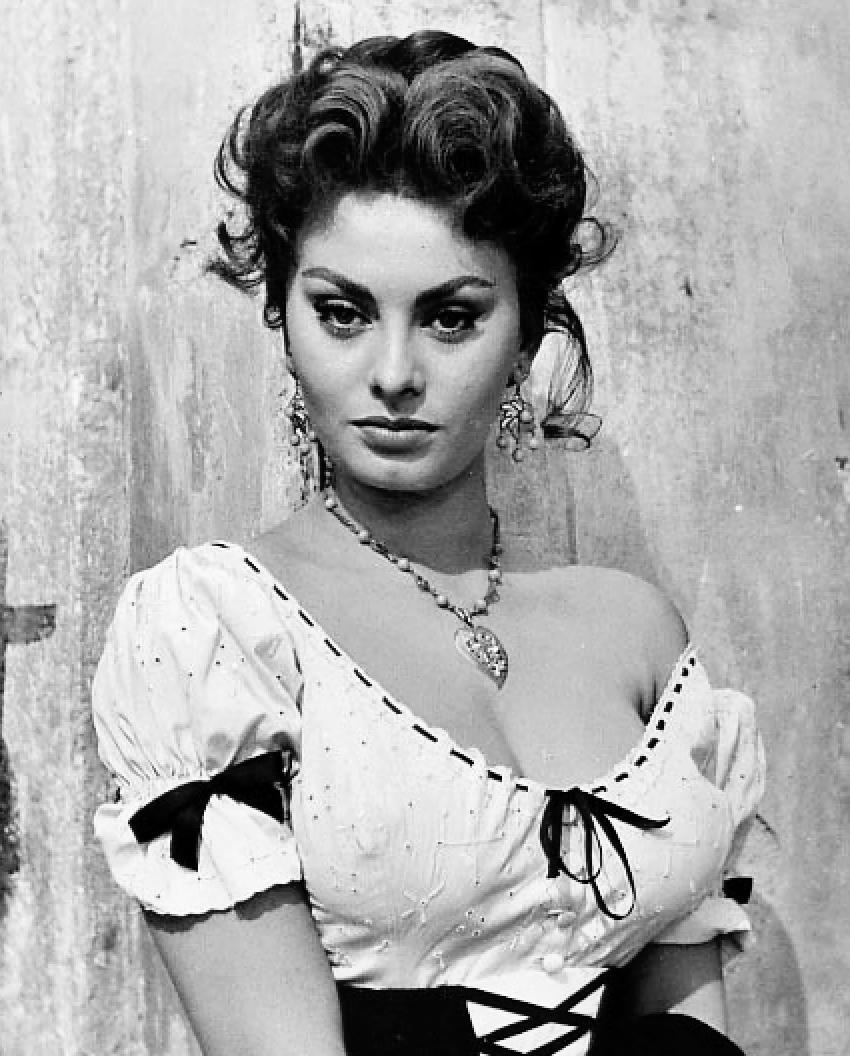
Sofia Loren em 1955

Sofia é um prenome feminino da língua portuguesa. Tem origem no grego Σοφία (Sofía), cujo significado é "sabedoria". 
O nome popularizou-se a partir do século IV.  É um nome feminino comum nos países ortodoxos orientais. 

## Popularidade
O nome era relativamente comum na Europa continental no período medieval e no início da era moderna. Foi popularizado na Grã-Bretanha pela Casa de Hanôver da Alemanha, no século XVIII. Foi popularizado repetidamente entre a população em geral, com o nome de uma personagem do romance Tom Jones (1794) de Henry Fielding, em The Vicar of Wakefield (1766) de Oliver Goldsmith e nos anos 1960 pela atriz italiana Sophia Loren. 
Durante as décadas de 1990 a 2010, a popularidade do nome aumentou drasticamente em muitos países do mundo ocidental. As influências sugeridas para essa tendência incluem Sofía Vergara e Sofia Coppola (popular no final dos anos 90) e Sofia Hellqvist (popular nos anos 2000).  Sophia foi o nome feminino mais popular dado nos Estados Unidos durante 2011 – 2013. A forma Sofia raramente era dada nos Estados Unidos antes dos anos 1970; também aumentou acentuadamente em popularidade nas décadas de 1990 a 2000 e atingiu o 12º lugar em 2012. 
O Safiye turco é do Safiyya árabe não relacionado (صفية  "puro"). 
Sofia persa (persa: صوفیا) é de Sufi não relacionada, uma seita do Islã. 

## Pessoas

### Santos
- Santa Sofia de Milão, festa dia 17 de setembro
- Santa Sofia de Roma, mártir, dia da festa 15 de maio
- Santa Sofia de Sortino (Sicília), mártir, dia 23 de setembro [4]
- Santa Sofia de Fermo (março de Ancona), dia 30 de abril
- Santos Sophia e Irene do Egito (século III), dia da festa 4 de junho
- Santa Sofia da Trácia (século 9), dia 4 de junho
- Santa Sofia de Suzdal (m. 1542), ver Solomonia Yuryevna Saburova
- Santa Sofia de Slutsk (m. 1612), ver Sophia Olelkovich Radziwill

### Realeza
- Sofia da Baviera (1376-1425), rainha consorte da Boêmia
- Sofia Paleóloga (1455–1503), Grã-duquesa de Moscou como esposa de Ivã III de Moscou
- Safiye Sultan (1550-1619), esposa de Murad III, mãe de Mehmed III; originalmente chamada Sofia
- Sofia de Hanôver (1630-1714), herdeira do trono inglês, e mãe do sucessor Jorge I da Grã-Bretanha
- Sofia Doroteia de Eslésvico-Holsácia-Sonderburgo-Glucksburgo (1636-1689), nobre alemã
- Sofia Alexeievna da Rússia (1657–1704), regente em nome de Ivã V e depois de Pedro I
- Sofia Doroteia de Brunsvique-Luneburgo (1666-1726), duquesa de Brunsvique-Luneburgo, esposa de Jorge I da Grã-Bretanha
- Sofia Doroteia de Hanôver (1687–1757), rainha consorte da Prússia, filha de Jorge I da Grã-Bretanha
- Sofia Madalena de Brandemburgo-Kulmbach (1700-1770), rainha da Dinamarca e Noruega como esposa de Cristiano VI da Dinamarca
- Sofia Doroteia da Prússia (1719-1765), filha de Frederico Guilherme I da Prússia e de Sofia Doroteia de Hanôver
- Frederica de Brandemburgo-Schwedt (1736-1798), duquesa consorte de Württemberg , filha de Sofia Doroteia da Prússia
- Sofia Frederica de Meclemburgo-Schwerin (1758–1794), princesa e duquesa de Mecklenburg-Schwerin
- Augusta Sofia do Reino Unido (1768-1840), princesa britânica
- Sofia do Reino Unido (1777-1848), princesa britânica
- Sofia Matilde de Gloucester (1773-1844), princesa britânica
- Sofia Sidney, Baronesa De L'Isle e Dudley (1796-1837), filha ilegítima de Guilherme IV do Reino Unido
- Sofia de Nassau (1836-1913), rainha consorte da Suécia e Noruega
- Sofia da Prússia (1870–1932), rainha consorte da Grécia
- Sofia da Grécia e Dinamarca (1914-2001), princesa consorte de Hesse e depois de Hanôver
- Sofia da Grécia (nascida em 1938), rainha consorte da Espanha
- Sofia, Duquesa da Varmlândia (nascida em 1984), esposa do príncipe Carlos Filipe, Duque da Varmlândia
- Sofia de Bourbon (nascida em 2007), princesa espanhola
- Sofia, Duquesa de Edimburgo (nascida em janeiro de 1965), esposa do príncipe Eduardo, Duque de Edimburgo

### Artistas e famosos
- Sofia (cantora sueca) (nee Sofia Berntson), cantora sueca
- Sophia Abrahão (nascida em 1991), atriz brasileira
- Sophia Aliberti (nascida em 1963), atriz grega e apresentadora de TV
- Sofia Andres, uma atriz filipina e modelo comercial
- Sofiko Chiaureli (1937–2008), atriz georgiana
- Sofia Coppola (nascida em 1971), atriz e diretora americana
- Sophia de Mello Breyner Andresen (1919–2004), poeta portuguesa
- Sophia Baddeley (1745–1786), atriz inglesa
- Sophia Bush (nascida em 1982), atriz americana
- Sofia Djama, diretora de cinema da Argélia
- Sophia Dussek (1775-1831), compositora escocesa
- Sofia Essaïdi (nascida em 1984), cantora franco-marroquina
- Sofia Gubaidulina (nascida em 1931), compositora russo-tártaro
- Sophia Peabody Hawthorne (1809–1871), pintora americana
- Sophia Jex-Blake (1840–1912), médica inglesa
- Sofia Karlsson (nascida em 1975), música sueca
- Sophia Karp (1861–1904), atriz romena
- Sophia Kokosalaki (nascida em 1972), estilista grega
- Zofia Kossak-Szczucka (1889–1968), escritora polonesa
- Sophia Laskaridou, artista grega
- Sophia Lee (1750-1824), romancista inglesa
- Sophia Loren (nascida em 1934), atriz italiana
- Sophia McDougall (nascida em 1979), autora britânica
- Sophia Michahelles (nascida em 1976), marionetista americana
- Sofia Milos (nascida em 1969), atriz suíça
- Sophia Myles (nascida em 1980), atriz inglesa
- Sofia Carson (nascida em 1993), atriz e cantora estado-unidense

## Personagens fictícias
- Sophie Amundsen, personagem principal do romance Mundo de Sofia
- Sofia Constantinas, do quadrinho Mulher Maravilha
- Sofia Curtis, da série de TV CSI: Crime Scene Investigation
- Sofia Johnson, do filme The Color Purple
- Sofia Dupre, personagem da novela americana The Young and the Restless
- Sofia Lamb, do videogame BioShock 2
- Sofia Petrovna, uma personagem do romance de mesmo nome
- Sofia Sartor do videogame Assassin's Creed: Revelations
- Sofia Serrano do filme Vanilla Sky
- Sofia Robbin Sloan Torres, filha de Callie Torres, Mark Sloan e Arizona Robbins de Grey's Anatomy
- Sophia, personagem jogável de Fire Emblem: Fūin no Tsurugi
- Sophia Aubrey, da série de romances de Aubrey-Maturin de Patrick O'Brian
- Sophia Esteed, do videogame Star Ocean: Till the End of Time
- Sophia Forrester, da série animada Last Exile
- Sophia Hapgood, do videogame Indiana Jones e o Destino da Atlântida
- Sophia Lopez, da série de TV Nip / Tuck
- Sophia Peletier, da série de TV e quadrinhos The Walking Dead
- Sophia Petrillo, da série de TV The Golden Girls
- Sophia Marlowe, da série de TV Girl Boss
- Sophia Tutu, uma personagem da série de TV animada The Raccoons
- Sophia Western, heroína principal do romance A História de Tom Jones
- Sophie, do videogame Tales of Graces
- Sophie Neveu Saint-Clair, personagem do livro de Dan Brown, O Código Da Vinci
- Sophie Zawistowska, a personagem-título do romance e filme A Escolha de Sophie
- Sophia, uma personagem fictícia do videogame Professor Layton e da Diabolical Box
- Sofia Porter, técnica do grupo MD-5 e irmã de Lucinia na série Meta Runner na Internet.
- Sophie Foster, personagem principal da série de livros Keeper of the Lost Cities
- Princesinha Sofia, desenho animado americano